# Hôtel de ville de Charleville-Mézières
 (mars 2023).
Si vous disposez d'ouvrages ou d'articles de référence ou si vous connaissez des sites web de qualité traitant du thème abordé ici, merci de compléter l'article en donnant les références utiles à sa vérifiabilité et en les liant à la section « Notes et références ».
L'hôtel de ville de Charleville-Mézières est un bâtiment historique situé à Charleville-Mézières. 
Il s'agit de l'hôtel de ville de l'ancienne commune de Mézières, lui même étant en face de l'hôtel de préfecture des Ardennes. Il ne doit pas être confondu avec l'hôtel de ville de Charleville situé sur la Place Ducale, dans lequel se trouve la mairie actuelle.   
Son appellation d'« hôtel de ville » est historique. Le bâtiment sert aujourd'hui d'annexe à la mairie et rassemble plusieurs services municipaux.  
Il est inscrit au titre des monuments historiques par arrêté du 7 juillet 2022.  

## Histoire
Il est construit au XVIIe siècle, mais à la suite des bombardements de novembre 1918, la ville est rasée à 50 %. Il est donc prévu la reconstruction d'un nouvel hôtel de ville dès 1923. Les architectes furent Marie-Eugène Chifflot (1872-1956), second grand prix de Rome d'architecture en 1902, et Robert Colle. 
Le tout est inauguré le 16 juillet 1933 par Albert Lebrun, alors président de la république, et par Sir William Walker, alors maire de Manchester, cité britannique ayant aidé Mézières pour sa reconstruction.
En 1966, la commune de Charleville-Mézières est créée par la fusion de plusieurs communes. L'hôtel de ville de Mézières devint ainsi l'hôtel de ville de Charleville-Mézières.
L'hôtel de ville de Mézières est située sur la place de l'Hôtel de Ville. Cette dernière a été totalement rénovée et modernisée entre 2018 et 2020. La façade de l'hôtel de ville a également été rénovée. Ces travaux se sont achevés courant 2021.

## En images

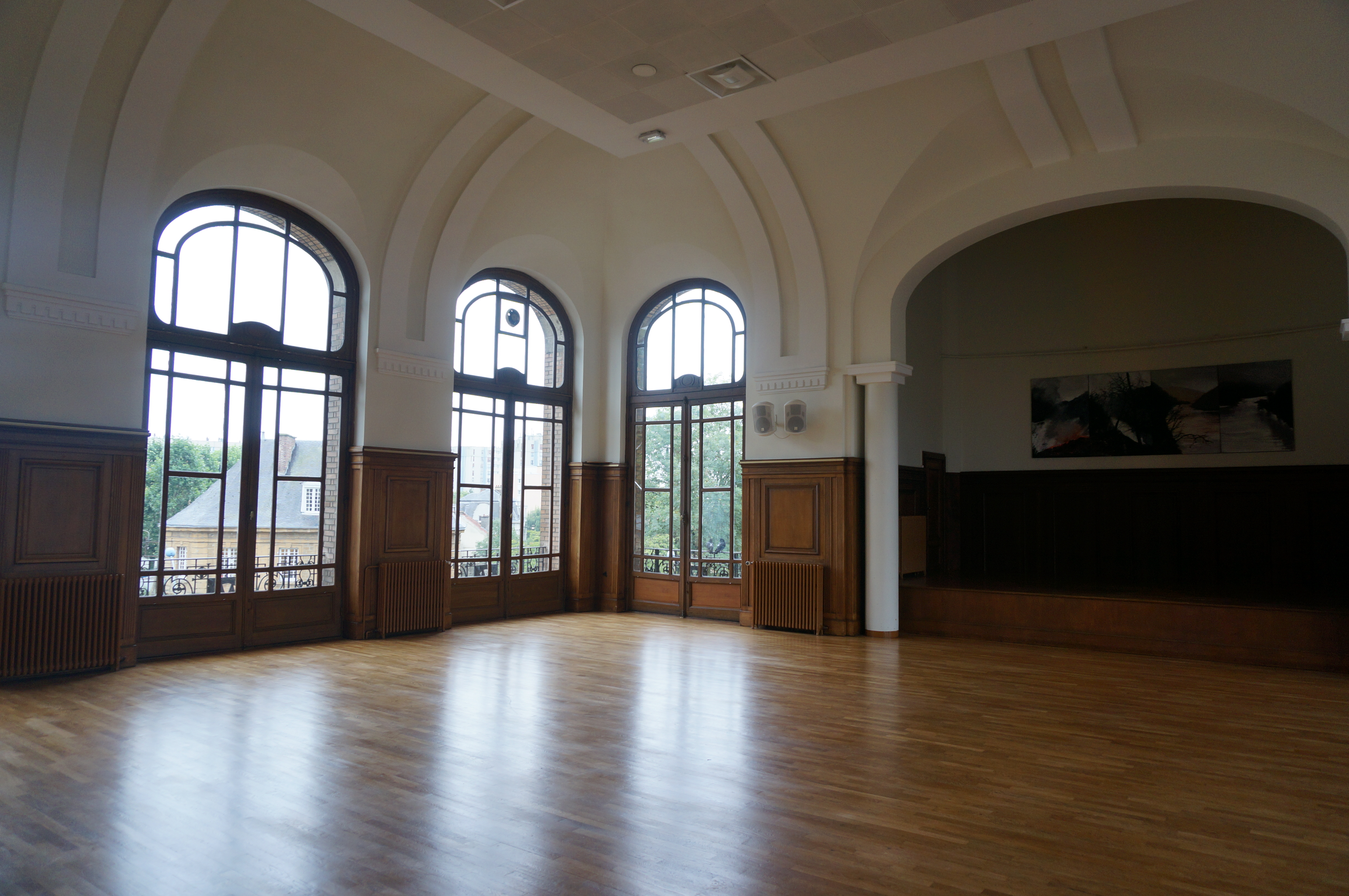
Son
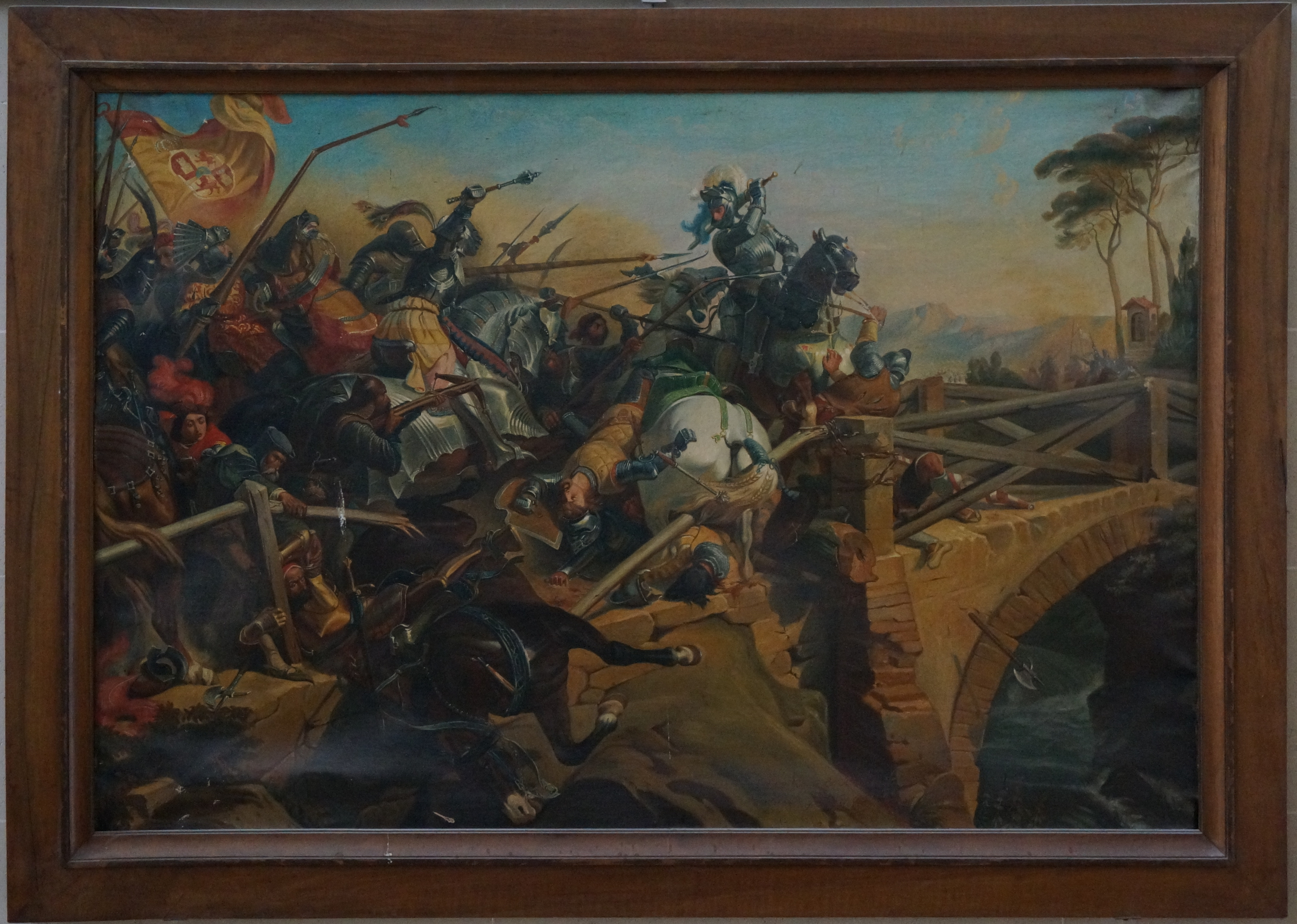
intérieur.
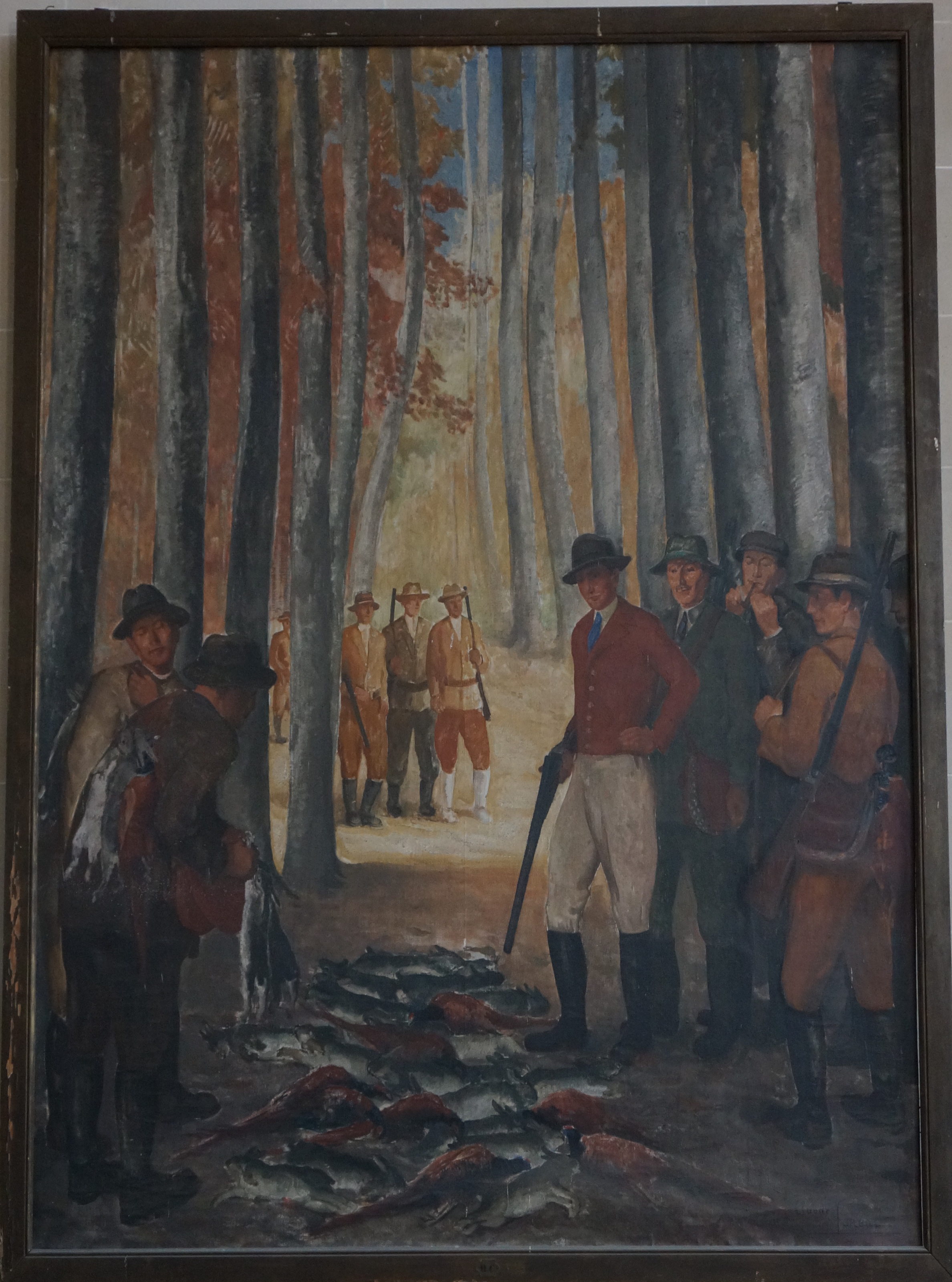
Peinture.
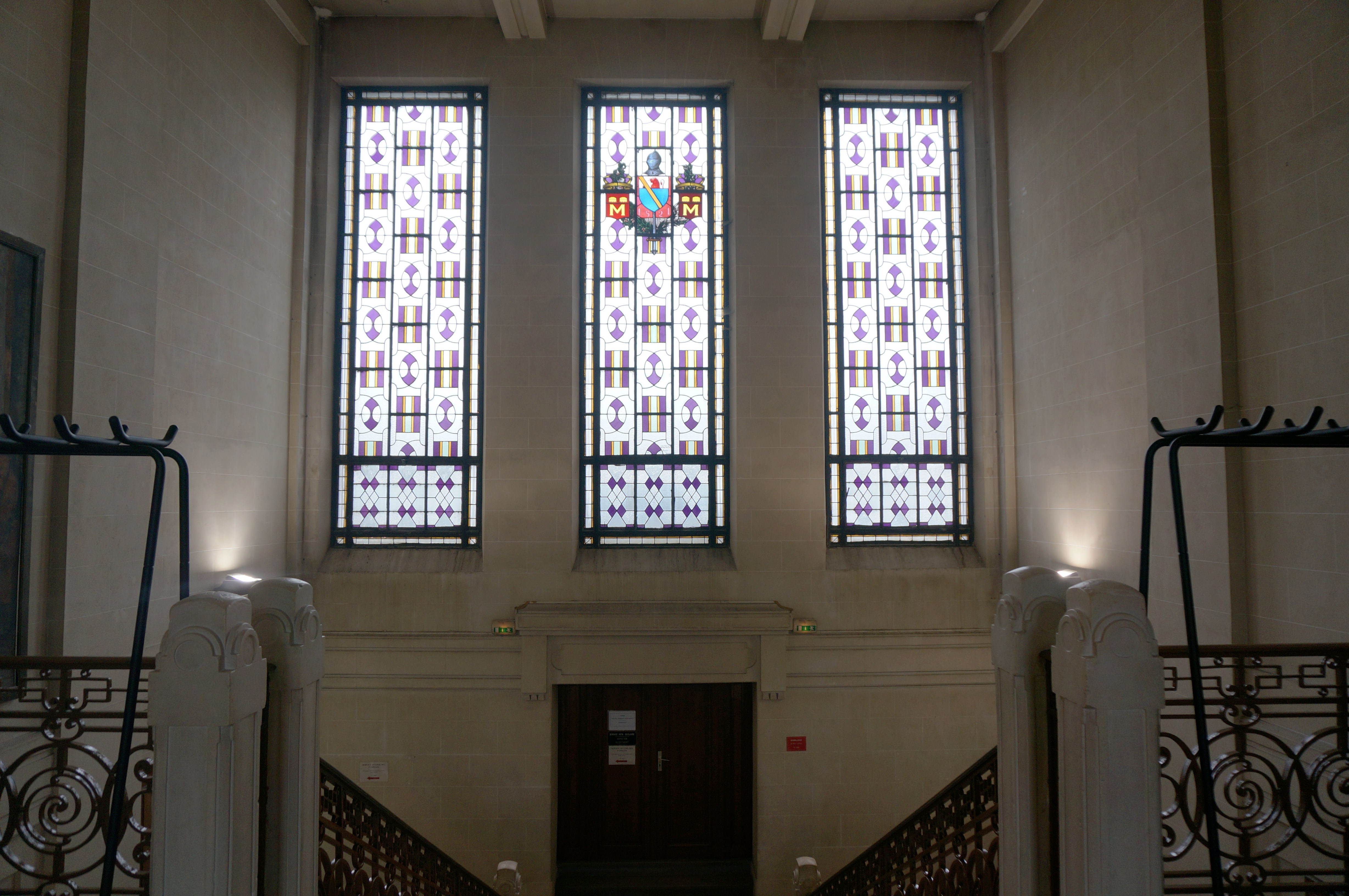
Verrière de l'escalier d'honneur.